# Glenn Saxson
Glenn Saxson (auch Glenn Saxon, eigentlich Roel Bos, * 5. März 1942 in Den Haag) ist ein niederländischer Schauspieler.

## Leben
Saxson trat mit diesem Pseudonym zwischen 1965 und 1971 in einigen italienisch produzierten Filmen als Hauptdarsteller auf, darunter mehrere Italowestern. Der blonde Schauspieler war eine meist etwas liebenswürdigere Variante der zynischen Charaktere dieses Genres. Auch in zwei Verfilmungen der Comics um die Figur Kriminal übernahm er die Titelrolle. Nachdem er drei Filme dort auch produzierte, sah man ihn – zwischenzeitlich war er in Costa Rica in der Tourismusbranche tätig gewesen – erst in den 1990er Jahren wieder; nun als Fernsehschauspieler unter seinem tatsächlichen Namen in seinem Heimatland und wiederum in Italien.

## Filmografie (Auswahl)
- 1966: Django – Nur der Colt war sein Freund (Django spara per primo)
- 1966: Vajas con Dios, Gringo
- 1967: Desperado – Der geheimnisvolle Rächer (Il magnifico texano)
- 1968: Das Gesetz der Erbarmungslosen (Il lungo giorno del massacro)
- 1968: Luana – der Fluch des weißen Goldes (Luana, la figlia delle foresta vergine)
- 1968: Die Stunde der Aasgeier (Carogne si nasce)
- 1970: Frau Wirtin bläst auch gern Trompete
- 1970: Frau Wirtin treibt es jetzt noch toller
- 1971: Verbotene Zärtlichkeiten (Io Cristina studentessa degli scandali)